# Кондратенко, Василий Пантелеймонович
Васи́лий Пантелеймо́нович Кондратенко (16 (29) января 1917, Бахмут, Российская империя — 6 февраля 1999, Челябинск, Россия) — горный инженер, заслуженный шахтёр РСФСР (1974). С 1942 г. на комбинате «Челябинскуголь». С 1960 г. начальник комбината, в 1975—1981 генеральный директор ПО «Челябинскуголь».

## Биография
Родился 16 (29) января 1917 года в г. Бахмут Российской империи в семье рабочего — Патнелеймон Петрович трудился по найму в сельхозартели, а после занимал должность служащего на местном угольном предприятии, мать Антонина Михайловна занималась домашним хозяйством.
В 1936 году поступил в Донецкий индустриальный институт на специальность «разработка месторождений полезных ископаемых» и окончил его (но диплом получить не успел, так как после защиты в мае 1941 года необходимо было пройти практику) горным инженером.
С началом войны в звании лейтенанта служил в 100-м отдельном батальоне Юго-Западного фронта. По распоряжению Наркомата обороны в марте 1942 года был отозван с фронта для восстановления угольных шахт в комбинате «Ворошиловградуголь» (работал начальником добычного участка на шахте № 3 треста «Ворошиловуголь»), затем в комбинате «Челябинскуголь». В Челябинской области инженер Кондратенко начал с должности начальника участка Батуринского угольного разреза (возле г. Еманжелинск), в 1944 году стал заместителем главного инженера разреза, а с 1948 года — главный инженер.
В 1953 году направлен на учёбу в московскую Академию угольной промышленности, которую Василий Пантелеймонович оканчивает в 1955 году. В том же году его назначают управляющим треста «Коркиноуголь».
В 1957 году за постоянное перевыполнение планов добычи угля награждён орденом Ленина. В этом же году он избирается депутатом городского Совета г. Коркино, избирается членом бюро городского комитета партии, в дальнейшем более 20 лет он избирается в депутаты Челябинского областного Совета, членом Обкома КПСС.
20 июня 1960 года указом совнархоза Челябинского административного экономического района Василий Пантелеймонович назначен начальником комбината «Челябинскуголь» (назначение утвердил министр угольной промышленности СССР Борис Братченко), в 1975—81 годах — гендиректор ПО «Челябинскуголь». Из миллиарда тонн угля, добытого за вековую историю комбината, свыше 430 миллионов тонн было добыто под руководством Василия Кондратенко.
Умер 6 февраля 1999 года.

## Семья

Мемориальная доска на доме, где В.П. Кондратенко прожил с 1960 по 1999 годы

Отец Патнелеймон Петрович трудился по найму в сельхозартели, а после занимал должность служащего на местном угольном предприятии. Мать Антонина Михайловна занималась домашним хозяйством. Младший брат Владимир Пантелеймонович — лётчик-истребитель, погиб под Ржевом в 1942 году.

## Награды и память
Два ордена Ленина (1957, 1981), два ордена «Трудового Красного Знамени» (1966, 1976), орден «Октябрьской Революции» (1971).
Звание «Заслуженный шахтёр РСФСР» (1974).
Медали: «За победу над Германией в Великой Отечественной войне 1941—1945 гг.», «За доблестный труд в Великой Отечественной войне 1941—1945 гг.», «За трудовое отличие», 7 иных медалей.
Знаки «Шахтёрская слава» III, II, I степени (1959, 1966, 1967).
27 января 2012 года по инициативе Совета ветеранов Центрального района, бывшего заместителя гендиректора ОАО «Челябинскуголь» А. М. Котляренко и администрации Центрального района состоялось открытие мемориальной доски Василию Пантелеймоновичу.